# トルコ航空301便墜落事故
トルコ航空301便墜落事故は1974年1月26日にトルコで発生した航空事故である。イズミル・ジュマオバス空港からイスタンブール国際空港へ向かっていたトルコ航空301便（フォッカーF28-1000フェローシップ）が離陸直後に墜落し、乗員乗客73人中66人が死亡した。

## 飛行の詳細

### 事故機
事故機のF28は、2機のロールス・ロイス RB183-2「スペイ」Mk555-15ターボファンエンジンを搭載していた。フォッカー社でのシリアルナンバーは11057で1972年9月5日に製造され、1973年1月13日に初飛行していた。総飛行時間は2,269時間で、3,133サイクルを経験していた。

### 乗員
機長は37歳の男性で、F28とF27での飛行資格があった。機長は1958年に空軍士官学校を卒業しており、F-86とF-104、T-34で2,600時間の飛行経験があった。1970年にトルコ空軍を退役し、トルコ航空へ入社した。1972年にF28の機長としての飛行資格を取得し、翌年にチェックパイロットとしての資格も取得した。F28では577時間の飛行経験があった。
副操縦士は36歳の男性であった。副操縦士も過去に空軍士官学校を卒業し、1973年までトルコ空軍に在籍していた。C-47、C-54、H-19などで2,794時間の飛行経験があり、F28では395時間の経験があった。

## 事故の経緯
EET7時07分、パイロットは離陸準備を完了した。7時10分ごろ、301便はイズミル・ジュマオバス空港の滑走路35からの離陸滑走を開始した。約3,200フィート (980 m)地点で離陸速度に達し、機体は上昇した。しかし、高度8-10m付近で、突如機体が左にヨーイングしだし機首が下がった。301便は地面に接触し、排水溝に衝突しながら滑り落ちて炎上した。救助隊がすぐに現場へ急行したが、激しい炎に機体は飲まれており、現場で60人の死亡が確認された。また、病院へ搬送後に6人が死亡し、最終的に乗員4人と乗客62人が死亡した。遺体の損傷は激しく、特定は困難であった。
当時、フォッカー F28で発生した事故の中で最悪の事故であり、トルコでは2番目に大きな航空事故であった。
また、その時点でのトルコで最悪の航空事故は1963年アンカラ空中衝突事故（ミドル・イースト航空265便 ビッカース 754D バイカウントとトルコ空軍のC-47による事故）であった。

## 事故調査
事故発生当初はエンジン故障が原因と報じられた。調査から、301便は2,800フィート (850 m)の地点で離陸速度に達するはずだった。しかし実際には3,200フィート (980 m)滑走し、速度が124ノット (230 km/h)に達してから離陸していた。離陸後、速度は133ノット (246 km/h)まで増加したが、その後124ノット (230 km/h)まで減速して墜落した。この事から、離陸時の迎角が通常よりも大きかったと推定された。また、離陸時の気温は3℃で、湿度は97%だった。この気象条件下では主翼、及び昇降舵に着氷が生じる可能性が高く、ほぼ同じ条件下で駐機されていたF28に着氷が生じていた。また、1969年2月25日にはLTUインターナショナルのF28が似た条件下での離陸に失敗するという出来事が発生していた。報告書では迎角が大きかったとしても、着氷が生じていなければ墜落はしなかっただろうとされた。また、消防隊の装備が不足していたことについても指摘された。
事故の16年後、当時の運輸大臣であったハサン・フェルダ・ギュリーがミリエット紙の取材に対して、「パイロットが酔っていたという事実を隠蔽した」と証言した。証言によれば、機長と副操縦士の遺体からは多量のアルコールが検出されており、事故前夜から当日にかけて飲酒を行っていたと推測された。